# نیوهوپ (آرکانزاس)
نیوهوپ (به انگلیسی: Newhope) یک منطقهٔ مسکونی در ایالات متحده آمریکا است که در شهرستان پایک، آرکانزاس واقع شده‌است. نیوهوپ ۲۳۰٫۱۳ متر بالاتر از سطح دریا واقع شده‌است.